# Johannes Petruschky
Johannes Petruschky (ur. 23 czerwca 1863 w Królewcu, zm. 1942 w Berlinie) – profesor Wyższej Szkoły Technicznej w Gdańsku (Dziś Politechnika w Gdańsku), specjalista w dziedzinie higieny i bakteriologii, pochodzenia żydowskiego. Doktorat z medycyny uzyskał w roku 1888, po czym przez kilka lat był asystentem i ordynatorem w Instytucie Chorób Zakaźnych profesora Roberta Kocha w Berlinie. Od roku 1897 był dyrektorem przyszpitalnego zakładu bakteriologicznego. Jeszcze przed I wojną światową rozpoczął na Helu masowe szczepienia przeciwgruźlicze które pozwoliły uwolnić miasto od choroby. Od roku 1914 do 1918 był ordynatorem polowym w wojskowych służbach sanitarnych. Po tym, jak nazistom udało się przejąć kontrole nad Senatem Wolnego Miasta, wyjechał do Berlina w 1934 roku. Zmarł w 1942 roku w niejasnych okolicznościach.